# Jonathan Jennings
Jonathan Jennings, född 1784 i Hunterdon County, New Jersey, död 26 juli 1834 i Clark County, Indiana, var en amerikansk politiker. Han var Indianas guvernör 1816–1822 och ledamot av USA:s representanthus 1822–1831. Som guvernör var han demokrat-republikan och under tiden i representanthuset blev han nationalrepublikan.
Jennings flyttade 1806 till Indianaterritoriet, studerade juridik och inledde sin karriär som advokat i Jeffersonville. År 1807 flyttade han vidare till Vincennes. Han arbetade en tid som journalist och flyttade sedan till Charlestown. Han representerade Indianaterritoriet som icke röstberättigad delegat i USA:s representanthus 1809–1816. Indiana blev delstat år 1816. Jennings var ordförande för konstitutionskonventet som antog delstatens första konstitution och vann sedan det första guvernörsvalet. År 1822 efterträddes Jennings som guvernör av Ratliff Boon. Jennings efterträdde i sin tur William Hendricks som kongressledamot. Jennings lämnade kongressen år 1831 och efterträddes av John Carr.
Jennings avled 1834 och gravsattes på Charlestown Cemetery i Charlestown.